# Cromo anaranjado

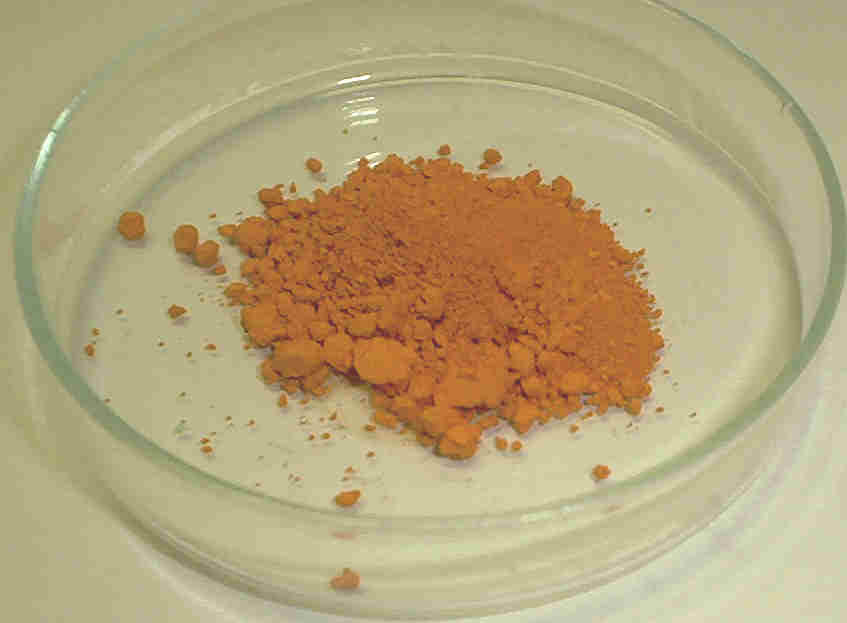
Cromo anaranjado

El cromo anaranjado, también conocido como cromo rojo, es una gama de pigmentos naranjas formados por cromato de plomo (II) y óxido de plomo (II) (PbCrO4 y PbO). Se obtiene al precipitar plomo (II) junto con cromato en una solución básica o mezclando amarillo de cromo con hidróxido de sodio.  Los preparados que contengan plomo y cromo (VI) son tóxicos en cualquier de los casos.
En el pasado se solía usar como pigmento, mas en la actualidad su uso está restringido y suele considerarse ilegal debido a los múltiples esfuerzos para reducir o eliminar el uso del plomo y sus derivados en pinturas.

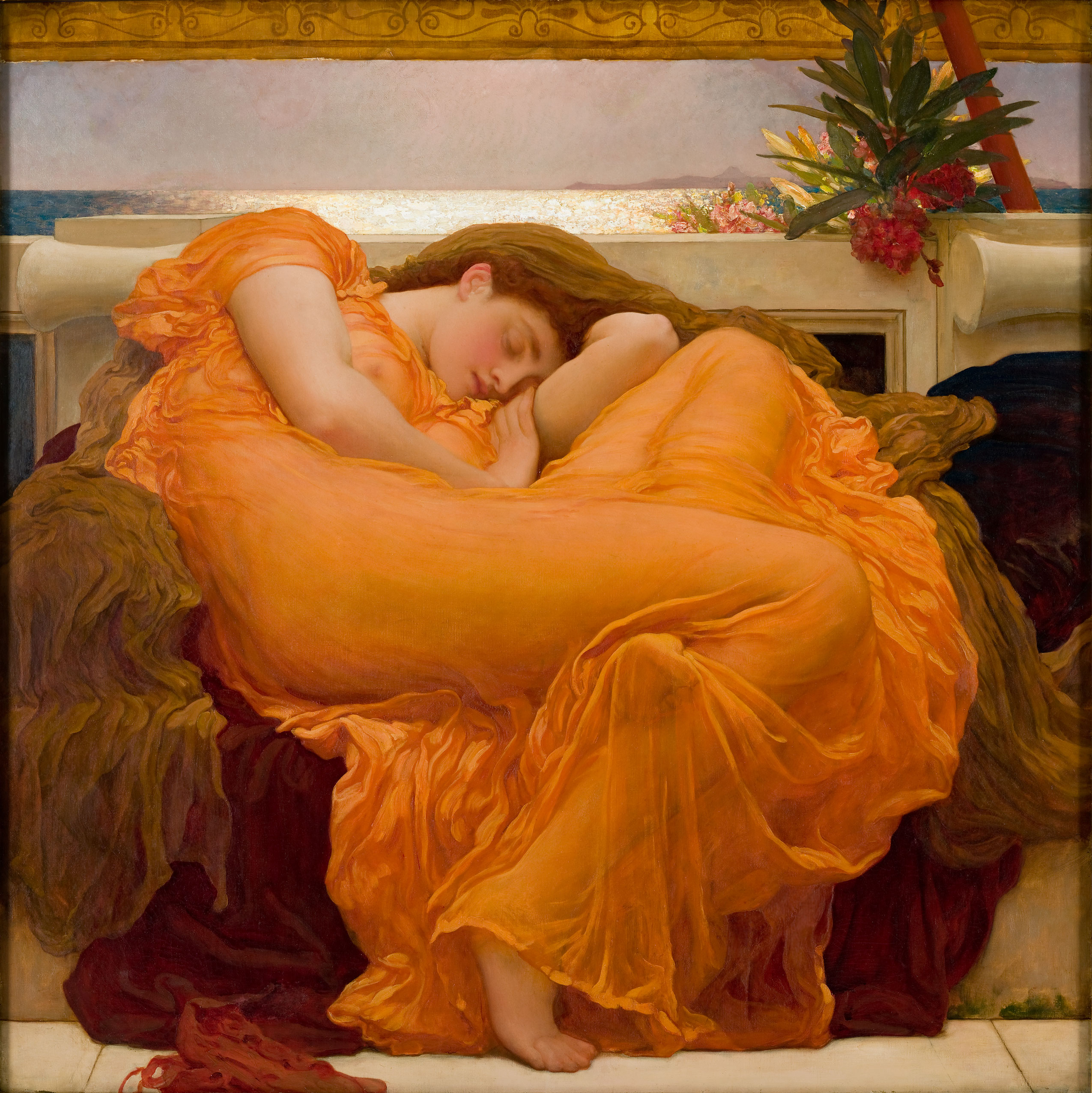
El cromo anaranjado fue ampliamente usado por Frederic Leighton Sol ardiente de junio(1895; Museo de Arte de Ponce).